# DDR-Fußballmeisterschaft der Junioren 1959
Die DDR-Fußballmeisterschaft der Junioren 1959 war die 10. Auflage dieses Wettbewerbes, der vom Jugendausschuß der Sektion Fußball (DDR) durchgeführt wurde. Der Wettbewerb begann am 24. Mai 1959 mit der Vorrunde und endete am 11. Juli 1959 in Bernburg (Saale) mit dem Titelgewinn vom ASK Vorwärts Berlin nach einem 5:2 im Finale gegen die BSG Rotation Babelsberg. Damit machte Vorwärts Berlin das Double aus Meisterschaft und Pokalsieg perfekt.

## Teilnehmende Mannschaften
An der DDR-Fußballmeisterschaft der Junioren (A-Jugend) für die Altersklasse (AK) 16–18 nahmen die Bezirksmeister der 14 Bezirke auf dem Gebiet der DDR sowie der Meister aus Ost-Berlin teil. Spielberechtigt waren Spieler bis zum 18. Lebensjahr (Stichtag: 1. September 1940 bis 31. August 1942).
Folgende Mannschaften qualifizierten sich für die DDR-Fußballmeisterschaft der Junioren:
| - Bezirk Rostock BSG Einheit Greifswald - Bezirk Schwerin BSG Chemie Wittenberge - Bezirk Neubrandenburg BSG Lokomotive Prenzlau - Bezirk Potsdam BSG Rotation Babelsberg - Ost-Berlin ASK Vorwärts Berlin | - Bezirk Frankfurt (Oder) BSG Traktor Rehfelde - Bezirk Magdeburg SC Aufbau Magdeburg - Bezirk Halle BSG Turbine Halle - Bezirk Leipzig SC Lokomotive Leipzig - Bezirk Cottbus BSG Turbine Lautawerk | - Bezirk Dresden SC Einheit Dresden - Bezirk Karl-Marx-Stadt BSG Motor Zwickau - Bezirk Erfurt SC Turbine Erfurt - Bezirk Gera SC Motor Jena - Bezirk Suhl BSG Lokomotive Meiningen |

## Modus
Die Bezirksmeister wurden in der Vorrunde in sechs Staffeln aufgeteilt und spielten nach dem Modus „Jeder gegen Jeden“ die Teilnehmer für die Zwischenrunde aus. In dieser ermittelten die sechs Staffelsieger der Vorrunde in zwei Staffeln zu je drei Mannschaften in einer einfachen Runde die Finalteilnehmer.

## Vorrunde

### Staffel I
Spiele
| Datum                  |                         | Ergebnis |                         |
| ---------------------- | ----------------------- | -------- | ----------------------- |
| So 24. Mai, 14:00 Uhr  | SC Aufbau Magdeburg     | 2:0      | BSG Einheit Greifswald  |
| So 07. Juni, 14:00 Uhr | BSG Einheit Greifswald  | :        | BSG Lokomotive Prenzlau |
| So 14. Juni, 14:00 Uhr | BSG Lokomotive Prenzlau | :        | SC Aufbau Magdeburg     |

Abschlusstabelle
| Pl. | Mannschaft              | Sp. | S | U | N | Tore    | Diff. | Punkte |
| --- | ----------------------- | --- | - | - | - | ------- | ----- | ------ |
| 1.  | SC Aufbau Magdeburg     | 0   | 0 | 0 | 0 | 000:000 | ±0    | 0:0    |
| 2.  | BSG Einheit Greifswald  | 0   | 0 | 0 | 0 | 000:000 | ±0    | 0:0    |
| 3.  | BSG Lokomotive Prenzlau | 0   | 0 | 0 | 0 | 000:000 | ±0    | 0:0    |

### Staffel II
Spiele
| Datum                  |                         | Ergebnis |                         |
| ---------------------- | ----------------------- | -------- | ----------------------- |
| So 24. Mai, 14:00 Uhr  | BSG Chemie Wittenberge  | :        | BSG Rotation Babelsberg |
| So 07. Juni, 14:00 Uhr | BSG Rotation Babelsberg | 7:0      | BSG Chemie Wittenberge  |

Abschlusstabelle
| Pl. | Mannschaft              | Sp. | S | U | N | Tore    | Diff. | Punkte |
| --- | ----------------------- | --- | - | - | - | ------- | ----- | ------ |
| 1.  | BSG Rotation Babelsberg | 0   | 0 | 0 | 0 | 000:000 | ±0    | 0:0    |
| 2.  | BSG Chemie Wittenberge  | 0   | 0 | 0 | 0 | 000:000 | ±0    | 0:0    |

### Staffel III
Spiele
| Datum                  |                          | Ergebnis |                          |
| ---------------------- | ------------------------ | -------- | ------------------------ |
| So 24. Mai, 14:00 Uhr  | SC Motor Jena            | :        | SC Turbine Erfurt        |
| So 07. Juni, 14:00 Uhr | SC Turbine Erfurt        | :        | BSG Lokomotive Meiningen |
| So 14. Juni, 14:00 Uhr | BSG Lokomotive Meiningen | :        | SC Motor Jena            |

Abschlusstabelle
| Pl. | Mannschaft               | Sp. | S | U | N | Tore    | Diff. | Punkte |
| --- | ------------------------ | --- | - | - | - | ------- | ----- | ------ |
| 1.  | SC Motor Jena            | 0   | 0 | 0 | 0 | 000:000 | ±0    | 0:0    |
| 2.  | SC Turbine Erfurt        | 0   | 0 | 0 | 0 | 000:000 | ±0    | 0:0    |
| 3.  | BSG Lokomotive Meiningen | 0   | 0 | 0 | 0 | 000:000 | ±0    | 0:0    |

### Staffel IV
Spiele
| Datum                  |                       | Ergebnis |                       |
| ---------------------- | --------------------- | -------- | --------------------- |
| So 24. Mai, 14:00 Uhr  | BSG Turbine Halle     | 2:1      | SC Lokomotive Leipzig |
| So 07. Juni, 14:00 Uhr | SC Lokomotive Leipzig | 2:1      | BSG Turbine Halle     |

Entscheidungsspiel
| Datum                  |                       | Ergebnis |                   |
| ---------------------- | --------------------- | -------- | ----------------- |
| So 14. Juni, 14:00 Uhr | SC Lokomotive Leipzig | :        | BSG Turbine Halle |

Abschlusstabelle
| Pl. | Mannschaft            | Sp. | S | U | N | Tore    | Diff. | Punkte |
| --- | --------------------- | --- | - | - | - | ------- | ----- | ------ |
| 1.  | SC Lokomotive Leipzig | 0   | 0 | 0 | 0 | 000:000 | ±0    | 0:0    |
| 2.  | BSG Turbine Halle     | 0   | 0 | 0 | 0 | 000:000 | ±0    | 0:0    |

### Staffel V
Spiele
| Datum                  |                       | Ergebnis |                       |
| ---------------------- | --------------------- | -------- | --------------------- |
| So 24. Mai, 14:00 Uhr  | ASK Vorwärts Berlin   | 5:0      | BSG Turbine Lautawerk |
| So 07. Juni, 14:00 Uhr | BSG Traktor Rehfelde  | 1:6      | ASK Vorwärts Berlin   |
| So 14. Juni, 14:00 Uhr | BSG Turbine Lautawerk | :        | BSG Traktor Rehfelde  |

Abschlusstabelle
| Pl. | Mannschaft            | Sp. | S | U | N | Tore    | Diff. | Punkte |
| --- | --------------------- | --- | - | - | - | ------- | ----- | ------ |
| 1.  | ASK Vorwärts Berlin   | 2   | 2 | 0 | 0 | 011:100 | +10   | 04:0   |
| 2.  | BSG Turbine Lautawerk | 0   | 0 | 0 | 0 | 000:000 | ±0    | 0:0    |
| 3.  | BSG Traktor Rehfelde  | 0   | 0 | 0 | 0 | 000:000 | ±0    | 0:0    |

### Staffel VI
Spiele
| Datum                  |                    | Ergebnis |                    |
| ---------------------- | ------------------ | -------- | ------------------ |
| So 24. Mai, 14:00 Uhr  | SC Einheit Dresden | :        | BSG Motor Zwickau  |
| So 07. Juni, 14:00 Uhr | BSG Motor Zwickau  | :        | SC Einheit Dresden |

Abschlusstabelle
| Pl. | Mannschaft         | Sp. | S | U | N | Tore    | Diff. | Punkte |
| --- | ------------------ | --- | - | - | - | ------- | ----- | ------ |
| 1.  | BSG Motor Zwickau  | 0   | 0 | 0 | 0 | 000:000 | ±0    | 0:0    |
| 2.  | SC Einheit Dresden | 0   | 0 | 0 | 0 | 000:000 | ±0    | 0:0    |

## Zwischenrunde

### Staffel 1
Spiele
| Datum                  |                       | Ergebnis |                       |
| ---------------------- | --------------------- | -------- | --------------------- |
| So 21. Juni, 14:00 Uhr | ASK Vorwärts Berlin   | 2:0      | SC Aufbau Magdeburg   |
| So 28. Juni, 14:00 Uhr | SC Aufbau Magdeburg   | :        | SC Lokomotive Leipzig |
| So 05. Juli, 14:00 Uhr | SC Lokomotive Leipzig | 0:1      | ASK Vorwärts Berlin   |

Abschlusstabelle
| Pl. | Mannschaft            | Sp. | S | U | N | Tore    | Diff. | Punkte |
| --- | --------------------- | --- | - | - | - | ------- | ----- | ------ |
| 1.  | ASK Vorwärts Berlin   | 2   | 2 | 0 | 0 | 003:000 | +3    | 04:0   |
| 2.  | SC Aufbau Magdeburg   | 0   | 0 | 0 | 0 | 000:000 | ±0    | 0:0    |
| 3.  | SC Lokomotive Leipzig | 0   | 0 | 0 | 0 | 000:000 | ±0    | 0:0    |

### Staffel 2
Spiele
| Datum                  |                         | Ergebnis |                         |
| ---------------------- | ----------------------- | -------- | ----------------------- |
| So 21. Juni, 14:00 Uhr | BSG Motor Zwickau       | 2:0      | SC Motor Jena           |
| So 28. Juni, 14:00 Uhr | SC Motor Jena           | :        | BSG Rotation Babelsberg |
| So 05. Juli, 14:00 Uhr | BSG Rotation Babelsberg | 3:0      | BSG Motor Zwickau       |

Abschlusstabelle
| Pl. | Mannschaft              | Sp. | S | U | N | Tore    | Diff. | Punkte |
| --- | ----------------------- | --- | - | - | - | ------- | ----- | ------ |
| 1.  | BSG Rotation Babelsberg | 0   | 0 | 0 | 0 | 000:000 | ±0    | 0:0    |
| 2.  | BSG Motor Zwickau       | 2   | 1 | 0 | 1 | 002:300 | −1    | 02:20  |
| 3.  | SC Motor Jena           | 0   | 0 | 0 | 0 | 000:000 | ±0    | 0:0    |

## Finale
| Paarung                 | ASK Vorwärts Berlin – BSG Rotation Babelsberg |
| Ergebnis                | 5:2 (2:1) |
| Datum                   | Samstag, 11. Juli 1959 |
| Stadt                   | Bernburg (Saale) |
| Zuschauer               | 3.000 |
| Schiedsrichter          | Helmut Köhler (Leipzig) |
| Tore                    | 1:0 Nöldner (24.) 2:0 Nöldner (31.) 2:1 Kochale (39.) 3:1 Nöldner (46.) 4:1 Schmidt (52.) 4:2 Berndt (59.) 5:2 Nöldner (72.)                                                           |
| ASK Vorwärts Berlin     | Daugs – Dieter Wenicke, Ulrich Prüfke , Heinz Labs – Lindner, Joachim Kluck – Richter (65. Sellin), Günter Hoge, Roger Geßler, Jürgen Nöldner, Schmidt Cheftrainer: Walter Kaßbohm     |
| BSG Rotation Babelsberg | Fischer (47. Leninger) – Goly, Ulrich Bretall, Manfred Segelitz – Manfred Müller, Rittig – Berndt, Frithjof Jacob, Erhard Kochale, Conrad, Manfred Poklitar Cheftrainer: Paul Bauschke |